# Погвіздув (Меховський повіт)
Погвіздув (пол. Pogwizdów) — село в Польщі, у гміні Харшниця Меховського повіту Малопольського воєводства.
Населення — 251 особа (2011).
У 1975-1998 роках село належало до Келецького воєводства.

## Демографія
Демографічна структура станом на 31 березня 2011 року:
|          | Загалом | Допрацездатний вік | Працездатний вік | Постпрацездатний вік |
| -------- | ------- | ------------------ | ---------------- | -------------------- |
| Чоловіки | 131     | 29                 | 88               | 14                   |
| Жінки    | 120     | 15                 | 67               | 38                   |
| Разом    | 251     | 44                 | 155              | 52                   |